# 構 (建築)
構（かまえ）係指中世、近世的日本城郭中用來防止敵人侵入的區域規劃。有時用作和曲輪相同的意思。  

## 概要
有可以從外部看到城內的透構，相對的也有從外部看不到的黑構。
進入戰國時代，出現了城的本體和城下町都用土壘或堀包圍的總構。北條氏的小田原城和德川氏的江戶城等都在總構內做了都市計畫。豐臣秀吉在京都建的御土居也總構的一種。
到了江戶時代後，因社會安定而有許多城下町形成在分離城與城下町的構外側，江戶城等即是在既有的總構外側拓展出城下町。